# Сулавесийские длинноносые белки
Сулавесийские длинноносые белки, или сулавесские белки (лат. Hyosciurus), — род грызунов из подсемейства Callosciurinae семейства беличьих. Эндемики острова Сулавеси (Индонезия).
Заметно выделяются на фоне остальных беличьих Сулавеси своим наземным образом жизни, удлинёнными мордами и длинными когтями. В настоящее время  почти не изучены.

## Классификация
База данных Американского общества маммологов (ASM Mammal Diversity Database) признаёт 2 вида сулавесийских длинноносых белок:
- Горная длинноносая белка (Hyosciurus heinrichi)
- Равнинная длинноносая белка (Hyosciurus ileile)